# Wark on Tyne
Pour les articles homonymes, voir Wark (homonymie).
Wark on Tyne est un village du Northumberland (région du nord de l'Angleterre), qui est rattaché à la ville de Hexham. Il est traversé par la rivière Tyne et est peuplé d'environ 500 habitants. Son nom dérive du mot Viking pour « rempart » et fait référence à une colline au sud du village.
L'activité commerciale du village est animée par une épicerie-presse (the Express), un boucher, deux pubs (le Grey Bull et le Black Bull) et un hôtel restaurant pub (le Battlestead Hotel). La principale attraction touristique est le mur d'Hadrien, datant de l'époque romaine, qui s'étend de la côte est à la côte ouest de l'Angleterre.